# Петра (базилика)
Базилика Петры (груз. პეტრას სამნავიანი ბაზილიკა) — раннесредневековое культовое сооружение — одноапсидная трёхнефная базилика в селе Цихисдзири Грузии. Развалины Пе́тринской базилики представляют собой остатки двух раннесредневековых храмов, причём апсида древнего храма была использована в более поздней постройке. Стены позднего храма сохранились плохо и по ним нельзя представить вид памятника после перестройки древней базилики.

## Местонахождение
Петринская базилика находится на территории бывшей византийской крепости Петры, хорошо сохранившиеся развалины которой находятся на территории села Цихисдзири.

## Описание
По мнению археологов В. А. Леквинадзе и Л. Г. Хрушковой наиболее достоверная локализация крепости Петры — это село Цихисдзири в Кобулетском районе республики Аджарии.
В 1961—1962 годах археологические раскопки на территории крепости Петры велись Аджарским НИИ АН Грузинской ССР. Раскопками базилики занимался в 1961 году Д. А. Хахутайшвили, затем её исследовал В. А. Леквинадзе. Базилика имела пятигранную апсиду с сужающимися крайними гранями снаружи и подковообразную изнутри, три нефа, трёхчастный нартекс. Стены сложены техникой «опус микстум» (opus mixtum), апсида — из крупного хорошо отёсаного камня. Стены храма тонкие, поэтому можно предположить, что перекрытие было лёгким стропильным, а не сводчатым. Как и в других подобных сооружениях Лазики, опорами внутри должны были служить столбы. Но количество и форма опор не установлены, так как древний интерьер церкви был занят более поздней постройкой. Базилика Петры датируется (в основном по археологическим признакам) юстиниановским временем — VI веком. Прокопий Кесарийский и XXVIII Новелла Юстиниана указывают, что Петра была построена Юстинианом. Но в то же время сообщается о существовании каких-то более ранних стен, остатки которых заметны и в наше время. Можно предположить, что город Петра был реконструирован во время юстиниановского правления, а не создан заново. Первая епископская нотиция называет Петру центром епископства, подчинённого митрополии Фасиса. Вопрос о том была ли именно эта базилика епископским храмом остаётся открытым.

### Баня
В Петринский комплекс памятников, кроме базилики, входит баня. Небольшая баня расположена юго-восточнее базилики. Оба сооружения составляли единый комплекс и были построены в одно время. Пять помещений бани расположены в одну линию. Четыре помещения — это обычные отделения римских бань: аподитерий, фригидарий, тепидарий и кальдарий. Кальдарий имел отличительную черту — изнутри в плане закруглённые апсидообразные концы.   С севера к кальдарию примыкало топочное помещение, не сообщавшееся с самой баней, а в северной стене кальдария на уровне подполья сохранился проём, являющийся остатками топки. Одинаковая удалённость топки от обоих апсидообразных концов указывает на то, что в помещении имелось две ванны — по одной в каждой апсиде. Портик с колоннадой перед баней обращён в сторону храма. Небольшой притвор перед южным входом в базилику имеет необычную асимметричную форму, что создаёт соответствие направленности в сторону портика бани. Строительство бань рядом с храмами были не редкостью, так как по обычаю крещаемый должен был предстать к обряду с чистым телом. Рядом с базиликой или внутри могла находиться и сама крещальня.